# Itt van Póni
Az Itt van Póni (eredeti cím: It's Pony) 2020 és 2022 között vetített brit flash animációs vígjáték sorozat, amelyet Ant Blades alkotott és rendezett.
A sorozat első részét először Amerikában 2020. január 18-án, míg Magyarországon 2020. szeptember 14-én mutatta be a Nickelodeon.

## Cselekmény
Az Itt van Póni Annie életét követi végig, ahogy mindent megtesz, hogy jól kijöjjön szülei farmján (mely lakásuk erkélyén kapott helyet), és így mutatja be, milyen kihívásokkal kell szembe néznie egy 9 éves városi gyereknek. Szerencsére van egy pónija. Lehet, nem a legjobb póni, de helyben van, és Annie nagyon szereti. A póni is oda van érte, de optimizmusa és lelkesedése a párt gyakran váratlan és nem kívánt helyzetekbe sodorja.

## Szereplők

### Főszereplők
| Szereplő       | Eredeti hang      | Magyar hang         |
| -------------- | ----------------- | ------------------- |
| Annie Bramley  | Jessica DiCicco   | Károlyi Lilla Márta |
| Póni           | Josh Zuckerman    | Markovics Tamás     |
| George Bramley | Abe Benrubi       | Dézsy Szabó Gábor   |
| Helen Bramley  | India de Beaufort | Ősi Ildikó          |

### Mellékszereplők
| Szereplő    | Eredeti hang    | Magyar hang                                   |
| ----------- | --------------- | --------------------------------------------- |
| Brian       | Bobby Moynihan  | Nagy Gereben                                  |
| Beatrice    | Megan Hilty     | Hermann Lilla                                 |
| Clara       | Taylor Polidore | Pekár Adrienn                                 |
| Gerry       | Noshir Dalal    | Gacsal Ádám Bogdán Gergő (pár rész erejéig)   |
| Heston      | Josh Keaton     | Bogdán Gergő Gacsal Ádám (pár rész erejéig)   |
| Néni        | Nika Futterman  | Réti Szilvia                                  |
| Öregúr      | Max Mittelman   | Kertész Péter                                 |
| Rendőr      | Josh Zuckerman  | Maday Gábor                                   |
| Mogyis Srác | Fred Tatasciore | Bolla Róbert (1. évad) Bognár Tamás (2. évad) |

### Magyar változat
- Magyar szöveg: Szatmári György és Szatmári Bence
- Hangmérnök és vágó: Császár Bíró Szabolcs
- Gyártásvezető: Bogdán Anikó
- Szinkronrendező: Faragó József
- Produkciós vezető: Koleszár Emőke
- További magyar hangok: Szrna Krisztián, Gardi Tamás, Hám Bertalan, Várkonyi András, Karácsonyi Zoltán, Orbán Gábor, Bessenyei Emma, Pál Dániel Máté, Kisfalusi Lehel, Melis Gábor, Szabó Máté, Égner Milán, Ambrus Asma, Varga Rókus,

A szinkront az SDI Media Hungary készítette.

## Gyártás
A sorozat eredetileg Pony című rövidfilm volt, melyet a Nickelodeon Animated Shorts Program részére készítettek. 2018. március 6-án bejelentették, hogy a  Nickelodeon hivatalosan is zöld utat adott egy 20 részes sorozatnak. 2018. december 19-én bejelentették, hogy a sorozat első része 2020. január 18-án kerül adásba, egy előzetes online részt pedig 2019. december 26-án tettek elérhetővé.

## Évados áttekintés
| Évad | Évad           | Epizódok       | Epizódok       | Eredeti sugárzás | Eredeti sugárzás | Magyar sugárzás a -on | Magyar sugárzás a -on | Magyar sugárzás a -on | Magyar sugárzás a -on |
| Évad | Évad           | Epizódok       | Epizódok       | Évadpremier      | Évadfinálé       | Évadpremier           | Évadfinálé            | Évadpremier           | Évadfinálé            |
| ---- | -------------- | -------------- | -------------- | ---------------- | ---------------- | --------------------- | --------------------- | --------------------- | --------------------- |
|      | Rövid epizódok | Rövid epizódok | Rövid epizódok | 2021. július 5.  | 2021. július 19. | Nem került adásba     | Nem került adásba     | Nem került adásba     | Nem került adásba     |
|      | 1              | 20 (39)        | 20 (39)        | 2020. január 18. | 2022. január 20. | 2020. szeptember 14.  | 2021. március 6.      | 2021. május 3.        | 2021. december 25.    |
|      | 2              | 20 (39)        | 20 (39)        | 2021. június 28. | 2022. május 26.  | Nem került adásba     | Nem került adásba     | 2021. december 20.    | 2022. augusztus 5.    |

## Évadok

### Rövid epizódok (2021)
| #  | Eredeti cím     | Magyar cím | Eredeti premier  | Magyar premier a -on | Magyar premier a -on |
| -- | --------------- | ---------- | ---------------- | -------------------- | -------------------- |
| 1. | Coffee Run      | TBA        | 2021. május 28.  | Nem került adásba    | Nem került adásba    |
| 1. | Paper Chase     | TBA        | 2021. május 28.  | Nem került adásba    | Nem került adásba    |
| 2. | Hold My Spot    | TBA        | 2021. július 12. | Nem került adásba    | Nem került adásba    |
| 2. | Screen Time     | TBA        | 2021. július 12. | Nem került adásba    | Nem került adásba    |
| 3. | Vending Machine | TBA        | 2021. július 19. | Nem került adásba    | Nem került adásba    |
| 3. | Inside Pony     | TBA        | 2021. július 19. | Nem került adásba    | Nem került adásba    |

### 1. évad (2020-2022)
| #   | Eredeti cím        | Magyar cím             | Eredeti premier     | Magyar premier a -on | Magyar premier a -on |
| --- | ------------------ | ---------------------- | ------------------- | -------------------- | -------------------- |
| 1.  | Plants!            | Növéényeek!            | 2020. január 25.    | 2020. szeptember 14. | 2021. május 3.       |
| 1.  | Heston's Coat      | Heston kabátja         | 2020. február 1.    | 2020. szeptember 14. | 2021. május 3.       |
| 2.  | Nosy Pony          | Kotnyeles Póni         | 2020. január 18.    | 2020. szeptember 15. | 2021. május 4.       |
| 2.  | Beatrice           | Beatrice               | 2020. január 18.    | 2020. szeptember 15. | 2021. május 4.       |
| 3.  | Game Horse         | Játékló                | 2020. február 1.    | 2020. szeptember 16. | 2021. május 5.       |
| 3.  | Unicorn            | Egyszarvú              | 2020. január 25.    | 2020. szeptember 16. | 2021. május 5.       |
| 4.  | Horace             | Horace                 | 2020. február 8.    | 2020. szeptember 17. | 2021. május 6.       |
| 4.  | The Boot           | A csizma               | 2020. február 8.    | 2020. szeptember 17. | 2021. május 6.       |
| 5.  | Distractions       | Zavaró tényezők        | 2020. február 15.   | 2020. szeptember 18. | 2021. május 7.       |
| 5.  | The Giving Chair   | A varázsfotel          | 2020. február 15.   | 2020. szeptember 18. | 2021. május 7.       |
| 6.  | Haircut            | Fodrász                | 2020. február 22.   | 2020. szeptember 22. | 2021. május 10.      |
| 6.  | Gerry's Birthday   | Gerry születésnapja    | 2020. február 22.   | 2020. szeptember 21. | 2021. május 10.      |
| 7.  | Pet Pony           | Házipóni               | 2020. február 29.   | 2020. szeptember 23. | 2021. május 11.      |
| 7.  | Dog Day            | Kutya nap              | 2020. február 29.   | 2020. szeptember 24. | 2021. május 11.      |
| 8.  | Useful             | Hasznos-haszontalan    | 2020. március 7.    | 2020. szeptember 25. | 2021. május 12.      |
| 8.  | Stompy             | Pata-csata             | 2020. március 7.    | 2020. szeptember 28. | 2021. május 12.      |
| 9.  | Delivery Pony      | Póni futárszolgálat    | 2020. március 15.   | 2020. szeptember 29. | 2021. május 13.      |
| 9.  | Magic Annie        | Annie a varázsló       | 2020. március 15.   | 2020. szeptember 30. | 2021. május 13.      |
| 10. | Bad Chicken        | Undok csirke           | 2020. június 1.     | 2020. október 1.     | 2021. május 14.      |
| 10. | Gerry's Tour       | Gerry, az idegenvezető | 2020. június 2.     | 2020. október 2.     | 2021. május 14.      |
| 11. | 10 Minute Ticket   | 10 perc parkolás       | 2020. június 3.     | 2020. november 9.    | 2021. június 21.     |
| 11. | Clara Time         | Elfoglalt Clara        | 2020. június 4.     | 2020. november 9.    | 2021. június 21.     |
| 12. | Scarecrow          | Madárijesztés          | 2020. október 23.   | 2020. november 10.   | 2021. június 22.     |
| 12. | Poneapples         | Pónalma                | 2020. október 23.   | 2020. november 10.   | 2021. június 22.     |
| 13. | Loud Horse         | Trombitá-ló            | 2020. augusztus 24. | 2020. november 11.   | 2021. június 23.     |
| 13. | Sick Annie         | Beteg Annie            | 2020. augusztus 25. | 2020. november 11.   | 2021. június 23.     |
| 14. | School Dance       | Iskolabál              | 2020. augusztus 26. | 2020. november 13.   | 2021. június 24.     |
| 14. | Dad's Speech       | Apu előadása           | 2020. augusztus 27. | 2020. november 12.   | 2021. június 24.     |
| 15. | Annie-versary      | Annie-forduló          | 2020. november 14.  | 2020. november 16.   | 2021. június 28.     |
| 15. | Teacher's Pet      | Osztálykedvenc         | 2020. november 14.  | 2020. november 17.   | 2021. június 25.     |
| 16. | Bramley Holiday    | Téli szünet            | 2020. december 5.   | 2020. december 19.   | 2021. december 25.   |
| 17. | Trash Dash         | Szemétroham            | 2020. november 21.  | 2020. november 20.   | 2021. június 29.     |
| 17. | Save the Took Took | Tuk-tuk mentés         | 2020. november 21.  | 2020. november 20.   | 2021. június 30.     |
| 18. | The Wallet         | A pénztárca            | 2022. január 17.    | 2021. március 6.     | 2021. szeptember 1.  |
| 18. | Locked Out         | Kicsukva               | 2022. január 17.    | 2021. március 6.     | 2021. szeptember 1.  |
| 19. | Always Yes Annie   | Mindig igen Annie      | 2022. január 20.    | 2021. március 6.     | 2021. szeptember 2.  |
| 19. | Sleepover          | Pizsamaparti           | 2022. január 20.    | 2021. március 6.     | 2021. szeptember 2.  |
| 20. | Fan Pony           | Rajongó Póni           | 2020. november 7.   | 2020. november 19.   | 2021. július 1.      |
| 20. | Cop Mom            | Zsaru-anyu             | 2020. november 7.   | 2020. november 18.   | 2021. július 2.      |

### 2. évad (2021-2022)
| #   | Eredeti cím                   | Magyar cím                    | Eredeti premier   | Magyar premier a -on | Magyar premier a -on |
| --- | ----------------------------- | ----------------------------- | ----------------- | -------------------- | -------------------- |
| 1.  | Flight of the Chickens        | Repülő csirkék                | 2021. június 28.  | Nem került adásba    | 2021. december 20.   |
| 1.  | Henrietta the Psychic         | Henrietta, a jövőlátó         | 2021. június 29.  | Nem került adásba    | 2021. december 20.   |
| 2.  | Pighog Day                    | Disznónap                     | 2021. június 30.  | Nem került adásba    | 2021. december 21.   |
| 2.  | Second Best Friend            | A második legjobb barát       | 2021. július 1.   | Nem került adásba    | 2021. december 21.   |
| 3.  | Annie vs Pony                 | Annie Póni ellen              | 2021. július 2.   | Nem került adásba    | 2021. december 22.   |
| 3.  | Get Sapphire                  | Kapd el Zafírt!               | 2021. július 5.   | Nem került adásba    | 2021. december 22.   |
| 4.  | Pony Car                      | Póni mobil                    | 2021. július 6.   | Nem került adásba    | 2021. december 23.   |
| 4.  | Wedding Planners              | Esküvő tervezők               | 2021. július 7.   | Nem került adásba    | 2021. december 23.   |
| 5.  | Cat Alley                     | Macskák sikátora              | 2021. július 8.   | Nem került adásba    | 2021. december 24.   |
| 5.  | Saving Horse                  | A ló megmentése               | 2021. július 9.   | Nem került adásba    | 2021. december 24.   |
| 6.  | Beachy Weachy Weach           | Strand kaland                 | 2022. május 26.   | Nem került adásba    | 2021. december 27.   |
| 6.  | Bee In a Jar                  | Méh az üvegben                | 2022. május 26.   | Nem került adásba    | 2021. december 27.   |
| 7.  | Comic Connival                | Képregény fesztivál           | 2022. március 3.  | Nem került adásba    | 2021. december 28.   |
| 7.  | Horse on a Hot Tin Roof       | Póni a forró bádogtetőn       | 2022. március 3.  | Nem került adásba    | 2021. december 28.   |
| 8.  | Song of the Soil              | A talaj dala                  | 2022. március 10. | Nem került adásba    | 2021. december 29.   |
| 8.  | Street Smart                  | Józan ész                     | 2022. március 10. | Nem került adásba    | 2021. december 29.   |
| 9.  | Raiders of the Lost Cinema    | Az elveszett mozi fosztogatói | 2021. október 29. | Nem került adásba    | 2021. december 30.   |
| 10. | Ponopoly                      | Pónipoly                      | 2022. március 17. | Nem került adásba    | 2021. december 31.   |
| 10. | President Annie               | Elnök Annie                   | 2022. március 17. | Nem került adásba    | 2021. december 31.   |
| 11. | Annie's Voice                 | Hangjanincs Annie             | 2021. december 9. | Nem került adásba    | 2022. április 18.    |
| 11. | Business as Usual             | A szokás rabjai               | 2021. december 9. | Nem került adásba    | 2022. április 19.    |
| 12. | Cow Power                     | Tehénbőség                    | 2022. március 24. | Nem került adásba    | 2022. április 20.    |
| 12. | I.T. Pony                     | Póni, a guru                  | 2022. március 24. | Nem került adásba    | 2022. április 21.    |
| 13. | Lucky Pony                    | Póni mázli                    | 2022. március 31. | Nem került adásba    | 2022. április 22.    |
| 13. | Family Free for All           | Családi vetélkedő             | 2022. március 31. | Nem került adásba    | 2022. április 25.    |
| 14. | City Pony                     | Városi Póni                   | 2022. április 7.  | Nem került adásba    | 2022. április 26.    |
| 14. | Country Pony                  | Vidéki Póni                   | 2022. április 7.  | Nem került adásba    | 2022. április 27.    |
| 15. | Hot Tub Brine Machine         | Időtlen utazó                 | 2022. április 14. | Nem került adásba    | 2022. július 25.     |
| 15. | The Secret Life of Pony       | Kém mén                       | 2022. április 14. | Nem került adásba    | 2022. július 25.     |
| 16. | Never Take Advice From a Pony | Soha ne hallgass egy pónira   | 2022. május 12.   | Nem került adásba    | 2022. július 26.     |
| 16. | Moon Face-Off                 | Holdkór                       | 2022. május 12.   | Nem került adásba    | 2022. július 26.     |
| 17. | Space Shippers                | Zűrutazók                     | 2022. április 21. | Nem került adásba    | 2022. július 27.     |
| 17. | The Lakey Loos                | Terror a tóból                | 2022. április 21. | Nem került adásba    | 2022. július 28.     |
| 18. | Bowled Over                   | Buldózer Póni                 | 2022. április 28. | Nem került adásba    | 2022. augusztus 1.   |
| 18. | Disaster Express              | Elszabadult Póni              | 2022. április 28. | Nem került adásba    | 2022. július 29.     |
| 19. | Pony Almighty                 | Pónistenség                   | 2022. május 5.    | Nem került adásba    | 2022. augusztus 2.   |
| 19. | Annie the Influencer          | Mobil mánia                   | 2022. május 5.    | Nem került adásba    | 2022. augusztus 3.   |
| 20. | Pony, Come Home               | Póni, gyere haza!             | 2022. május 19.   | Nem került adásba    | 2022. augusztus 4.   |
| 20. | Special Sauce                 | A spiritusz                   | 2022. május 19.   | Nem került adásba    | 2022. augusztus 5.   |